# Мейер, Адольф (психиатр)
Адольф Мейер (13 сентября 1866, Нидервенинген — 17 марта 1950, Балтимор) — американский психиатр швейцарского происхождения.

## Жизнь
Мейер изучал психиатрию у Огюста Фореля и невропатологию у Константина фон Монакова в Цюрихском университете. Он получил докторскую степень 16 декабря 1892 года, защитив диссертацию о переднем мозге некоторых рептилий, а затем специализировался как невропатолог.
Поскольку он не смог найти работу в Цюрихском университете, он эмигрировал в США в 1892 году. Сначала он практиковал неврологию и преподавал в Чикагском университете, где познакомился с идеями чикагских функционалистов. С 1893 по 1895 год он был патологом в новой психиатрической клинике в Канкаки, штат Иллинойс. Затем он работал в государственной клинике в Вустере, штат Массачусетс. Он опубликовал множество статей по неврологии, невропатологии и психиатрии. В 1902 году он стал директором патологического института «Психиатрический институт» больничной системы штата Нью-Йорк. Он значительно повлиял на американскую психиатрию, представив систему классификации Эмилья Крепелина, указав на важность подробных историй болезней и возможностей психоанализа. Мейер принял идеи Фрейда о важности сексуальности и влиянии раннего детства на взрослую личность. Мейер был профессором психиатрии в Корнеллском университете с 1904 по 1909 год и в Университете Джонса Хопкинса с 1910 по 1941 год. Известный аналитик Эльзе Паппенгейм был одним из тех, кого Мейер обучал в то время. С момента её основания в 1913 году он также был ректором Психиатрической клиники Генри Фиппса. В 1927 году он был избран членом Леопольдина.

## Работа
Мейер не писал книг. Его влияние на американскую психиатрию пришло через его многочисленные опубликованные статьи и через его студентов, особенно в Университете Джонса Хопкинса.
Его главным вкладом в развитие психиатрии были его идеи о психобиологии, с помощью которых он искал подход к психиатрическому пациенту, который ссылался на соответствующие биологические, психологические и социальные факторы. Он придерживался тогда несвоевременного мнения, что любое человеческое поведение в отношении здоровья и болезни означает ответ и попытку решения жизненных вопросов. В этом смысле поведение пациентов с шизофренией должно было иметь определённый смысл, и тот факт, что врач не мог найти общий язык с таким пациентом, было в большей степени ошибкой психиатра, чем пациента. «Динамическая концепция» Мейера подтолкнула Гарри Стэка Салливана к исследованию действительно трудных для понимания целей и намерений своих пациентов, и он нашел способы вылечить так называемых «неизлечимых душевных болезней» чисто психотерапевтическими методами.
Мейер объяснял психиатрам о необходимость работы с сознанием, приводя цитату из «Макбета». Леди Макбет после убийств теряет сон, ей мерещится кровь на руках, она явно теряет душевное равновесие. Лекарь говорит: «Эта болезнь не в моем ведении», то есть это не болезнь тела, и ей нужно поговорить со священником, а не с врачом. Также он добавляет: «Естеству противные дела ведут к расстройству» (перевод С. Соловьева).
Он уделял особое внимание созданию подробных историй болезни, в которых изучались социальные предпосылки воспитания пациента. Он считал, что нервные заболевания были больше результатом расстройства личности, чем болезни мозга. Его акцент на социальных факторах оказал глубокое влияние на американскую психиатрию.
Он был членом общества евгеников.